# El Mechira
El Mechira connue également comme M'Chira est une commune située à l'extrémité sud de la wilaya de Mila à 18 km de Teleghma.

## Géographie

### Localisation
|               | Chelghoum Laid                | Teleghma                      |
| Ouled Khalouf | El Mechira                    | Teleghma                      |
|               | Bir Chouhada (Oum El Bouaghi) | Souk Naamane (Oum El Bouaghi) |

### Relief, géologie, hydrographie
À El Mechira se trouve une source d'eau naturelle connue sous le nom de « Ras Laâyoun ».

### Hameaux et lieux-dits
Sur le territoire de la commune se trouvent les localités de Mechtat Cherra, Gabel Kellala, Mechtat Feham, Gahar, Boutakhmaten, Aghlad.

## Histoire
Historiquement la localité appartient au territoire des tribus Douar Tim Telacin, Douar Zaouïa Ben Zaroug et Douar Ouled-bou-Aoufan[réf. nécessaire] sur le territoire de la commune de Chelghoum Laïd (Châteaudun-du-Rhumel) au début de la colonisation française au milieu du XIXe siècle. La commune d'El Mechira est créée en 1956 avant d'être intégrée à celle nouvellement créée de Bir Chouhada en 1963. Elle redevient une commune autonome en 1984.

## Démographie
| 1987  | 1998   | 2008   |
| ----- | ------ | ------ |
| 9 209 | 11 683 | 12 908 |

## Économie
Son activité principale est l'agriculture. 

## Transport
La commune est reliée aux villes de Chelghoum Laïd et Teleghma par la RN100 et à la commune de Bir Chouhada par le CW48.

## Culture et patrimoine
Deux puits romains datant du IVe siècle ont été découverts près de Mechtat Boutakhmaten.